# Laguna Yarinacocha
Yarinacocha (en quechua: Yarinaqucha) es una laguna ubicada en el distrito de Yarinacocha, en la provincia de Coronel Portillo. Es uno de los atractivos turísticos de la ciudad de Pucallpa en las fiestas de San Juan.
La laguna se formó al cambiar de curso el río Ucayali, que, por efectos de la erosión pluvial, derivo un brazo o vanante que con el lapso de los años fue depositando sedimentos hasta llenar por completo su entrada. El área de la laguna y de sus entornos se identifica geológicamente como la formación cuaternaria reciente. De no más de 10 millones de años de antigüedad .

En sus orillas están sentadas caseríos de mestizos y comunidades indígenas del pueblo originario shipibo-konibo. El nombre de la Laguna Yarinacocha  deriva de una palmera Ilamada Yarina que antiguamente abundaba en los alrededores de la laguna, en idioma shipibo - Konibo le Ilama "jepe ian" que quiere decir laguna de las yarinas es un antiguo meandro o tipishca del río Ucayali, antes fue el lecho principal de este río, debido a las variaciones constantes de la corteza freática ha dejado consigo un gran espejo de agua que es muy común ver en la selva baja. A partir de ella se inició el desarrollo urbano de Puerto Callao, capital del distrito de Yarinacocha y su puerto más importante.

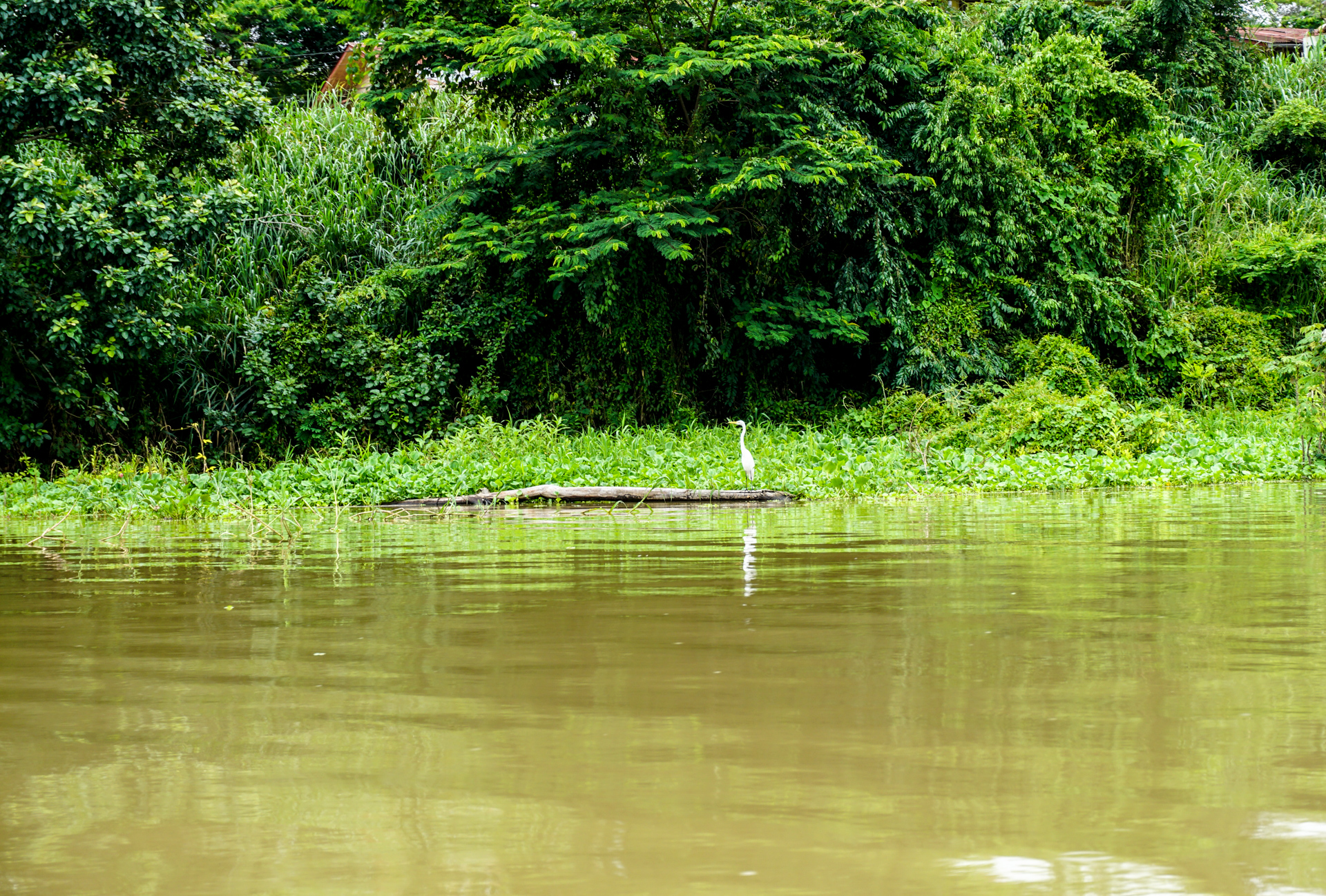

La actividad económica alrededor de la laguna se concentra en la navegación turística, siendo el recurso turístico más visitado por los turistas y excursionistas que llegan a Pucallpa, y en menor medida, la pesca y el transporte de carga y pasajeros cuando la laguna se conecta con el río Ucayali, en época de lluvias. 

## Geografía
La laguna de Yarinacocha tiene su origen en una sección del río Ucayali, del que quedó aislada a causa del desvío del cauce del río. A eso se debe su forma más larga que ancha que recuerda a una "U". Sus aguas se alimentan del río que le dio origen, con el que se conecta en la temporada de lluvias por sus dos extremos.  con largo total de 20 km. formado por 8 y 12 km cada segmento, su ancho promedio es algo menor (650 m) al río que lo formó con máximas de 950 m aguas abajo (norte) del caserío Santa Rosa y mínimas de 400 m frente a la base de la Fuerza Aérea del Perú, en uno de sus extremos cerca de lobo caño, se adelgaza muy rápidamente hasta llegar a 150 metros y menos.
El espejo de agua es de 1,340 hectáreas presentando diversas tonalidades producto de la profundidad de la alguna. En temporadas de lluvias, la laguna se une con el rio Ucayali. La laguna está rodeada de abundante vegetación. Presenta múltiples quebradas difusas en épocas de creciente. Las variedades de peces que en el estiaje quedan atrapados en los caños y cochas son la principal fuente de alimentación de la población ribereña y de la avifauna; abundan garzas blancas, cenizas, shararas, shanshos y patos silvestres.
En sus orillas se han instalado caseríos mestizos como 2 de mayo, Nueva Luz, San Pablo, San José y 2 comunidades indígenas: San Francisco de Yarinacocha y Santa Clara.

## Medio ambiente
El crecimiento de la población de Puerto Callao y en la cuenca del lago ha ocasionado problemas de contaminación de la laguna de Yarinacocha debido a las aguas servidas que en ella se vierten. Debido a eso las aguas de Yarinacocha no son aptas para el consumo humano.
En los últimos 10 años se reportan con menor frecuencia las diversas especies de bufeos y de lagartos blancos y negros, deforestación de las orillas y bosques circundantes con fines de extracción selectiva, agrícola y expansión urbana.

## Reconocimientos
Considerada,  La Laguna  Yarinacocha, como albergue del "Primer Balneario de la Amazonia Peruana"
Mediante R.M. Nº 355-88-ICTI/TUR del 20/06/88 fue declarado "zona de reserva turística" el perímetro de la laguna Yarinacocha en una extensión geográfica colindante no mayor de 1 km. Por R.D. Nº 011-91-CRU-SRAPE/DRFFMA del 30-11-1,991 se creó con carácter regional la reserva comunal de yarinacocha.